# Parafia św. Marcina w Lesznej Górnej
Parafia św. Marcina w Lesznej Górnej – parafia rzymskokatolicka w Lesznej Górnej, należąca do dekanatu Goleszów, diecezji bielsko-żywieckiej. W 2005 zamieszkiwało ją około 200 katolików.
W sprawozdaniu z poboru świętopietrza z 1335 w diecezji wrocławskiej na rzecz Watykanu sporządzonego przez nuncjusza papieskiego Galharda z Cahors wśród 10 parafii archiprezbiteratu w Cieszynie wymieniona jest parafia w miejscowości Lezna, czyli Leszna. Jej powstanie można więc wiązać z czasem lokalizacji pod koniec XIII wieku. Obecny kościół parafialny, konsekrowany w 1761, wybudowany został w latach 1719–1731 na miejscu spalonego poprzedniego, drewnianego.